# Zackenkamm
Der Zackenkamm (polnisch Grzbiet Kamienicki) ist der nordöstliche Gebirgskamm des Isergebirges in den Sudeten, der in etwa in Ost-West-Richtung verläuft. 

## Geographie
Die höchste Gipfel ist die Kamienica (974 m).
Weitere Gipfel im Kamm sind:
- Sępia Góra (828 m)
- Barwna Góra (720 m)

## Lage
Am Nordostrand des Zackenkamms befindet sich das Tal der Queis und am Nordostrand das Tal des Zacken. Mit dem Hohen Iserkamm ist der Zackenkamm über den Bergpass und die Alm Rozdroże Izerskie verbunden. Nordöstlich schließt sich das Hirschberger Tal an, im Südosten das Riesengebirge und im Südwesten der Hohe Iserkamm.

## Flora
Der Zacken Kamm ist zum großen Teil bewaldet, insbesondere mit Nadelhölzern und Bergkiefern.